# 雅雅·達克斯塔
盈盈·達克斯塔（Yaya DaCosta；本名卡玛拉·達克斯塔·约翰逊，Camara DaCosta Johnson ,1982年11月12日—)，美國模特兒及演員，她是《全美超級模特兒新秀大賽》第三季的亞軍。

## 生平
盈盈是西非人。她從小習舞，練過芭蕾舞、爵士舞和現代舞等。她在美國布朗大学就讀，她在大學就讀國際關係和非洲文化，於2004年5月畢業。盈盈除了能說英語，她也能說葡萄牙語、西班牙語以及法語。

## 全美超級模特兒新秀大賽
在第三季當中，她連續五集勝出了挑戰，無論是跑樓梯、演戲以至演繹日本文化等，她也能一一成功挑戰，更破了比賽紀錄。盈盈的皮膚在比賽期間很差，所以泰雅在第三季第三集帶她去美容。而她唯一一次倒數是在第九集，她向評判推銷日本酸梅時她把酸梅吐出，所以評判認為她不尊重商品，故和妮歌兩人同為倒數，最後妮歌被淘汰。
盈盈拍下不少精彩的相片，例如封面女郎照、和服照等。雖然她確實有超模實力，可是她在比賽時間自大高傲的性格令到評判不甚歡愛，所以她最後也敗給對手伊娃·佩霍。

## 事業
雅雅在比賽後和福特模特兒公司和Models 1模特兒公司簽約，她為Sephora、Interview Magazine（2006年4月號）、Essence Magazine、CharmaineLouise、Jewel Magazine、DJA Clothing Company、Issac Mizrahi和Target任模特兒。
雅雅也拍輯了Radioshack、Garnier Fructis和Lincoln Townhouse Commercial等的廣告。
她參與過的時裝秀有Marc Bouwer Fall 2005。
2006年，雅雅進軍演藝界。她在Hip Hop歌曲Pulling Me Back的音樂錄影帶中演出，雅雅也拍攝了電影《獨領風潮》，雅雅她是第二女主角，扮演一名黑人女學生，該電影由安東尼奥·班德拉斯演男主角，因為她自小有跳舞，她演這套戲演繹得異常出色。 雅雅也在電視節目“Eve”中客串演出。

## 演出作品
- 《獨領風潮》(2006)
- 《上海酒店》（Shanghai Hotel），飾Hill Harper (2007)
- 《甜蜜樂音》(honeydripper)(2007)
- 《Racing for Time》(2008)
- 《天堂信差》(2009)
- 《性福拉警報》（The Kids Are All Right）(2010)
- 《芝加哥醫情》(2010-)
- 《創：光速戰記》(2010)
- 《鐘點戰》(2011)
- 《神鬼行動(搶魚市)》(2012)
- 《白宮第一管家》(2013)
- 《如此這般》( And So It Goes)(2014)
- 《惠妮》(2015)

## 外部連結
- 雅雅的ANTM個人資料 （页面存档备份，存于）
- 雅雅的MySpace （页面存档备份，存于）
- Yaya Da Costa在互联网电影资料库（IMDb）上的資料（英文）

| 前任： 梅絲黛·蘇巴索迪 | 全美超級模特兒新秀大賽亚軍 第三季 | 繼任： 姬蓮·朗德 |